# Maxime Caron
Pour les articles homonymes, voir Caron.
Maxime Caron, souvent appelé Max Caron, né le 30 novembre 1845 à Arronville et mort le 29 avril 1929 à Nazareth en pèlerinage, est un prêtre français, chanoine, supérieur du petit séminaire de Versailles, auteur de livres de spiritualité chrétienne.

## Œuvres
- Pour chaque Jour de l'avent. L'Attente de Jésus, méditations préparatoires à la fête de Noël, Paris, Letouzey et Ané, 1893, 212 p.
- Pour chaque Jour de vacances. Un quart d'heure aux pieds de Jésus, méditations à l'usage des séminaristes, Paris, Letouzey et Ané, 1893, 371 p.
- Éloge funèbre du maréchal de Mac-Mahon, duc de Magenta, Versailles, 1894, 24 p.
- De l'Immortalité chrétienne, Paris, Letouzey et Ané, 1894, 308 p. ; rééditions René Haton, en 1895, 1904, 1910, 1917 (456 p.) — Traduit en espagnol, La inmortalidad cristiana, Guayaquil, 1904. — Traduit en anglais, Our home in heaven, Londres, Washbourne, 1916 ; réédité en 1919.
- Jésus rédempteur... Méditations pour chaque jour du carême, Paris, R. Haton, 1895, 396 p. ; réédité en 1935 (10e édition).
- Jésus enfant, méditations pour le temps de Noël, Paris, R. Haton, 1895 ; rééditions en 1906, 1920.
- Jésus dans sa gloire, méditations pour le temps pascal, Paris, R. Haton, 1896, 431 p. ; réédité en 1907.
- Jésus adolescent, méditations pour le temps de la Septuagésime, Paris, R. Haton, 1896, 365 p. ; rééditions en 1901, 1902, 1908, 1922.
- Jésus dans ses sacrements ; Méditations de l'Ascension à la Fête-Dieu, Haton, 1898 ; réédité en 1908, 1920.
- Retour à l'Évangile. Jésus législateur. Méditations (juillet et août), Paris, R. Haton, 1899.
- L'amiral de Grasse, Tilly, 1900, 31 p. ; rééditions Versailles, 1901 ; Paris, P. Téqui, 1919, 1920 et 1924. — Traduit en anglais, A Great forgotten man, Admiral de Grasse, Tilly, s.d.
- Jésus prophète, méditations pour le mois d'octobre, Paris, Haton, 1901, 378 p.
- Triomphe de Jésus, méditations pour le mois de novembre, Paris, Haton, 1901, 360 p.
- Panégyrique du vénérable curé d'Ars, Châtillon-sur-Chalaronne, 1902, 13 p.
- Marie d'après l'Évangile : méditations sur la très Sainte Vierge, Paris, 1905 ; réédité en 1906, 1910, 1916, 1922 (372 p.), 1936.
- Méditations sur l'Eucharistie, de Bossuet, éditeur scientifique Maxime Caron. Paris, Haton, 1908.
- Joseph d'après l'Évangile, méditations sur saint Joseph, Paris, R. Haton, 1909, 336 p.
- Jésus et les adolescents..., Paris, R. Haton, 1911, réédité en 1915.
- Un lys brisé, Paris, R. Haton, 1918, 300 p.
- Au pays de Jésus adolescent, Paris, Klotz, 1929, 298 p.